# Hollywood Homicide
Hollywood Homicide, distribuito anche col titolo di Hollywood, squadra omicidi, è un film del 2003 diretto da Ron Shelton e prodotto da Lou Pitt, con Harrison Ford e Josh Hartnett.

## Trama
Il sergente Joe Gavilan e il giovane collega K.C. Calden sono due detective della Dipartimento di Polizia di Los Angeles (LAPD), in forza alla squadra omicidi di Hollywood. Gavilan, finanziariamente dissestato (ha sulle spalle tre divorzi e relativi assegni di mantenimento), arrotonda lo stipendio facendo l'agente immobiliare. Il partner, molto più giovane, insegna yoga e spera di diventare un attore.
I due partner indagano sull'omicidio di quattro membri del gruppo rap "H2OClick", uccisi a colpi di arma da fuoco in una discoteca da due aggressori non identificati. Gli investigatori scoprono che sul luogo del delitto era presente un testimone che è fuggito e lavorano per rintracciarlo.
Nonostante le distrazioni dovute al "secondo lavoro" di Gaviland e le aspirazioni artistiche di Calden, nonché il tentativo degli Affari Interni di incastrarli, i due colleghi riescono a mettersi sulle tracce dei criminali colpevoli degli omicidi, scoprendo inoltre la verità sull'assassinio del padre del detective Calden, in cui era implicato anche un ex agente della Omicidi.

## Produzione
Il film è basato sulle vere esperienze di uno dei due sceneggiatori, Robert Souza, che era un detective della omicidi nella divisione Hollywood della polizia di Los Angeles e lavorava come agente immobiliare nei suoi ultimi dieci anni di lavoro.
I ruoli di Gavilan e Calden furono originariamente assegnati rispettivamente a John Travolta e Joseph Gordon-Levitt, prima che Harrison Ford e Josh Hartnett venissero definitivamente ingaggiati.

## Distribuzione
Il film è uscito nelle sale statunitensi il 13 giugno 2003 mentre in Italia per il 19 dicembre dello stesso anno.

## Riconoscimenti
- Premio YoGa 2004
  - Peggior attore straniero (Harrison Ford)